# 麻衣寺砖塔
麻衣寺砖塔，位于山西省临汾市安泽县城北13公里岭南村西2公里南山岭上，是中华人民共和国全国重点文物保护单位之一。
1996年1月12日，公布为山西省文物保护单位，2013年5月公布为全国重点文物保护单位，是一座古建筑及历史纪念建筑物。